# جون برايس (ممثل)
جون برايس (بالدنماركية: John Price)‏ هو رسام ومخرج وممثل دانمركي، ولد في 15 سبتمبر 1913 بكوبنهاغن في الدنمارك، وتوفي بنفس المكان في 10 ديسمبر 1996. من الجوائز التي نالها جائزة بوديل عن فئة أفضل ممثل صاحب دور رئيسي ‏ سنة 1962.

## جوائز
- جائزة بوديل عن فئة أفضل ممثل صاحب دور رئيسي [الإنجليزية]‏ (1962)

## وصلات خارجية
- جون برايس على موقع IMDb (الإنجليزية)
- جون برايس على موقع أول موفي (الإنجليزية)
- جون برايس على موقع قاعدة بيانات الأفلام السويدية (السويدية)
- جون برايس على موقع ديسكوغز (الإنجليزية)
- جون برايس على موقع قاعدة بيانات الفيلم (الإنجليزية)
- جون برايس على موقع كينوبويسك (الروسية)